# Kościół San Raffaele Arcangelo w Wenecji
Kościół San Raffaele Arcangelo (nazwa w pol. kościół św. Rafała Archanioła) – rzymskokatolicki kościół w Wenecji w dzielnicy (sestiere) Dorsoduro, dedykowany św. Rafałowi Archaniołowi. Administracyjnie należy do Patriarchatu Wenecji. Jest kościołem parafialnym w parafii pod tym samym wezwaniem.
Jest jednym z zaledwie dwóch kościołów w Wenecji, które są wolnostojące, to znaczy takie, które można obejść dookoła.

## Historia

### Pierwotny kościół
Według tradycji kościół św. Rafaela Archanioła został założony w pierwszej połowie VII wieku, jako jedna z fundacji św. Magnusa, biskupa zbiegłego z własnej diecezji Opitergium, który wybrał to miejsce i zbudował świątynię na podstawie objawienia Archanioła Rafała. Sansovino z kolei przesuwa datę założenia kościoła na rok 416 wiążąc jego powstanie wypełnieniem przysięgi małżonków Adrianę i Genusia Rutena, pana Padwy złożonej przez nich podczas najazdów Hunów na teren dzisiejszej Wenecji. Według tego samego autora kościół ten miał być następnie przekazany przez założycielkę benedyktynkom z kościoła San Zaccaria, które prowadziły go do 899 roku, kiedy został odbudowany po pożarze. Kościół został ponownie odbudowany po pożarze, który zniszczył znaczną część miasta w 1105 i, po raz kolejny, w 1149 roku. Po kolejnym zniszczeniu został w 1193 roku konsekrowany.

### Obecny kościół
Dawny kościół został zburzony w XVII wieku, kiedy uznano, że z powodu złego stanu technicznego nie da się go wyremontować. Nowy kościół został zbudowany w latach 1618–1639 według projektu Francesca Contina. W latach 1676 i 1685 był przebudowywany. Jego fasada, zwrócona w stronę wąskiego kanału, została przebudowana w 1735 roku. Znalazła się na niej grupa rzeźbiarska, którą tworzyły posągi św. Tobiasza i św. Rafała Archanioła oraz pies i ryba, dzieło prawdopodobnie Sebastiana Marianiego. W 2004 roku fasada została poddana restauracji.

## Parafia św. Rafała Archanioła
Czasy i okoliczności erygowania pozostają niepewne, jednak przypuszcza się, iż fakt ten musiał mieć miejsce w okolicach legendarnej fundacji kościoła, a najpóźniej w IX wieku.
Na mocy dekretu napoleońskiego Królestwa Włoch z 5 czerwca 1805 roku (oraz kolejnych dekretów) zainicjowano w Wenecji proces kasat i przekształceń kościołów i klasztorów oraz zmian granic parafii. Liczba weneckich parafii została zmniejszona z ponad 70 do 30. Kościół św. Rafala Archaniola utrzymał status kościoła parafialnego, a do jego parafii włączono przyległą parafię San Nicolò dei Mendicoli (która przy tej okazji została zniesiona i erygowana ponownie 1952 roku). Od 1807 roku na parafią zarządza proboszcz z nominacji patriarchy. Obecnie parafia wchodzi w skład dekanatu Dorsoduro, w diecezji Wenecji.

## Architektura

### Kościół
Kościół wznosi się na planie krzyża greckiego jako założenie trzynawowe. Jego część centralna przykryta jest sklepieniem krzyżowym, podtrzymywanym przez masywne pilastry.

### Kampanila
Kampanila, wysoka na 35 metrów, jest efektem XVIII-wiecznej przebudowy. Jej ośmiokątny bęben jest zwieńczony cebulastą kopułą. Kampanila ma system dzwonów uruchamianych elektromechanicznie.

## Wnętrze
Wnętrze kościoła zdobią obrazy między innymi Palmy młodszego. Organy nad wejściem, zbudowane w latach 1743–1749 przez Antonia i Tommasa Amigoni, mają prospekt ozdobiony w latach 1750–1753 przez Giovanniego Antonio Guardiego obrazami przedstawiającymi sceny z życia św. Tobiasza. Sklepienie centralne zdobi malowidło pędzla Francesca Fontebassa. Ten sam artysta jest również autorem dekoracji malarskiej baptysterium (na prawo od ołtarza głównego).

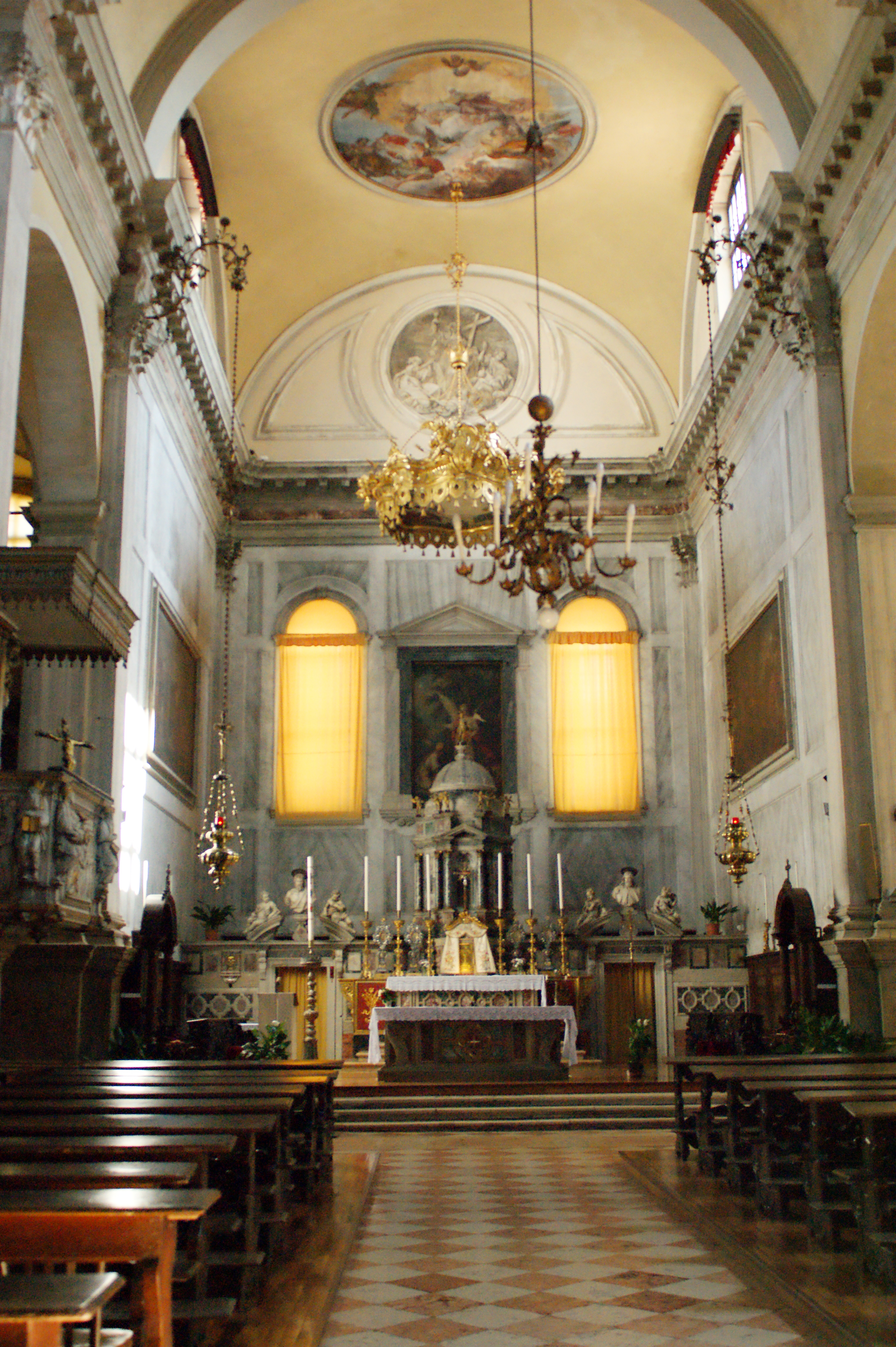
Wnętrze
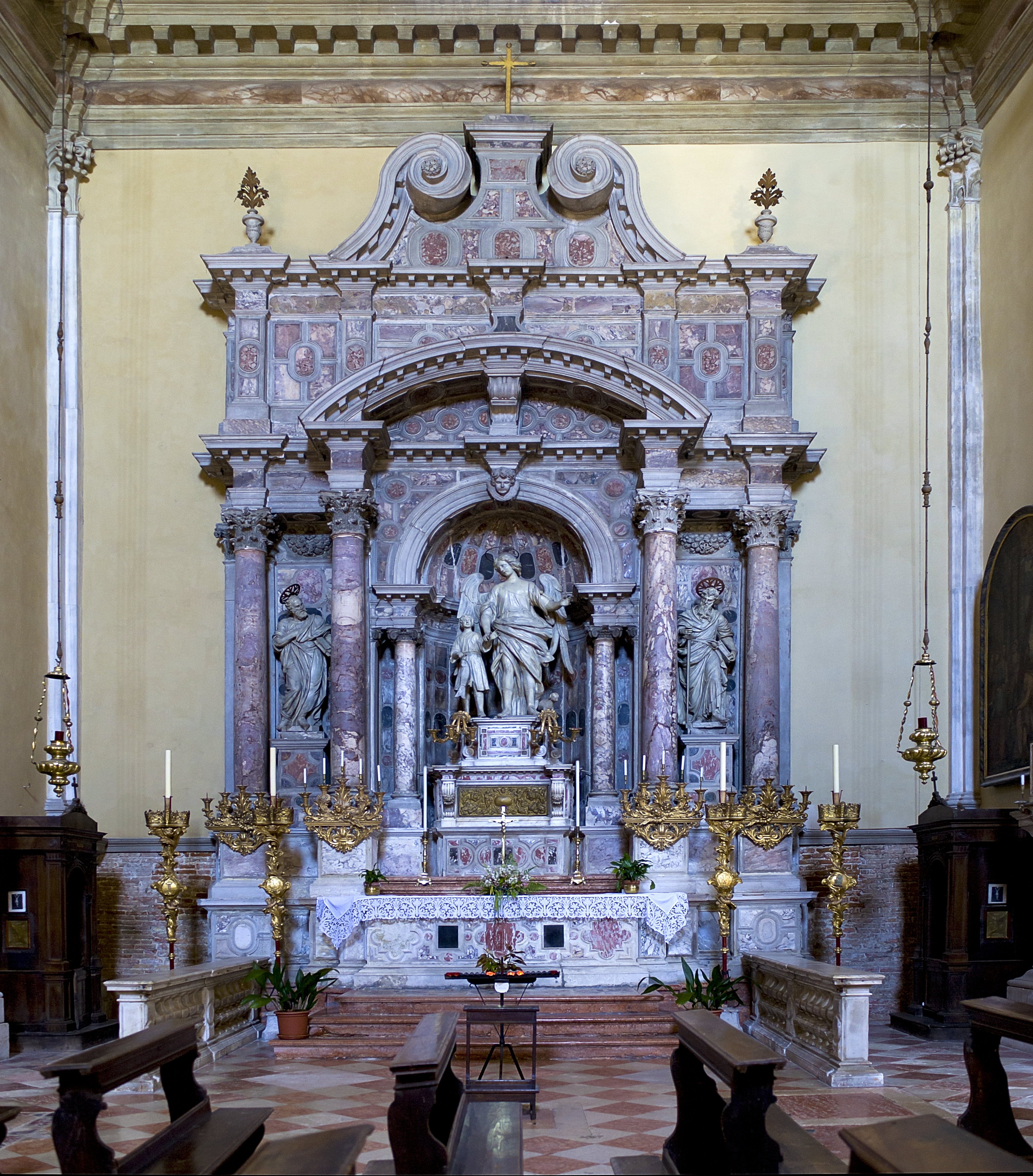
Ołtarz św. Rafała Archanioła
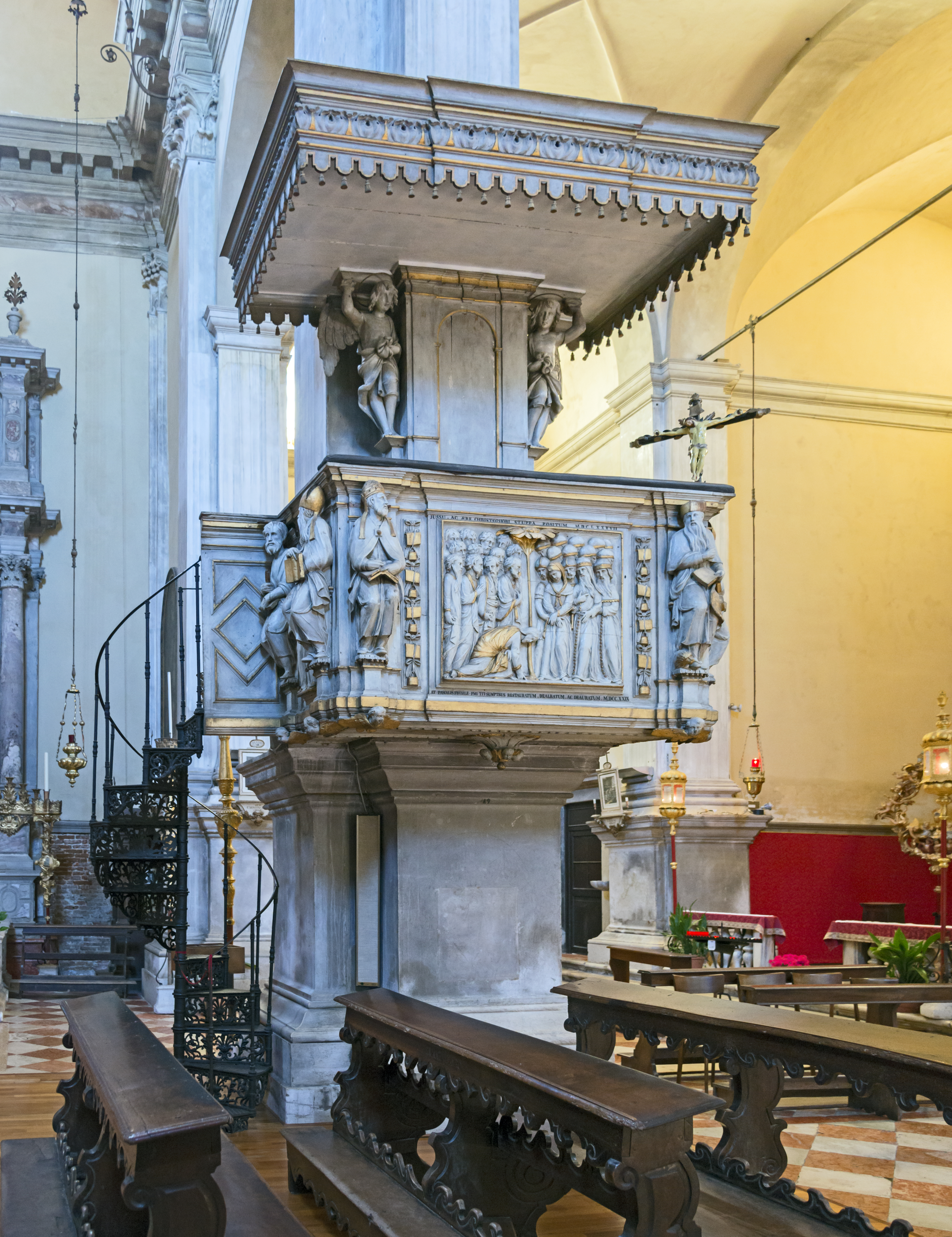
Ambona
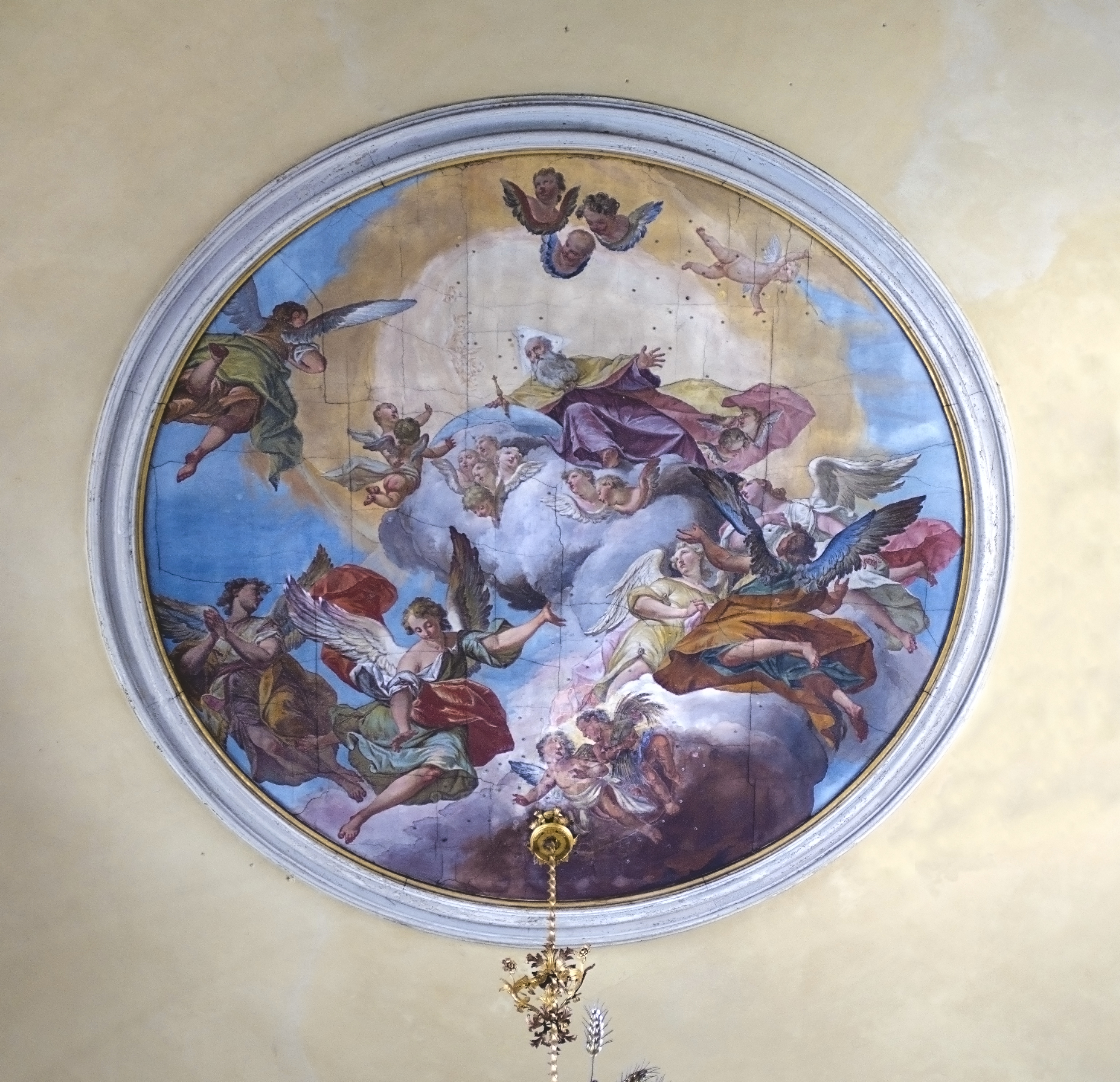
Obraz na sklepieniu prezbiterium
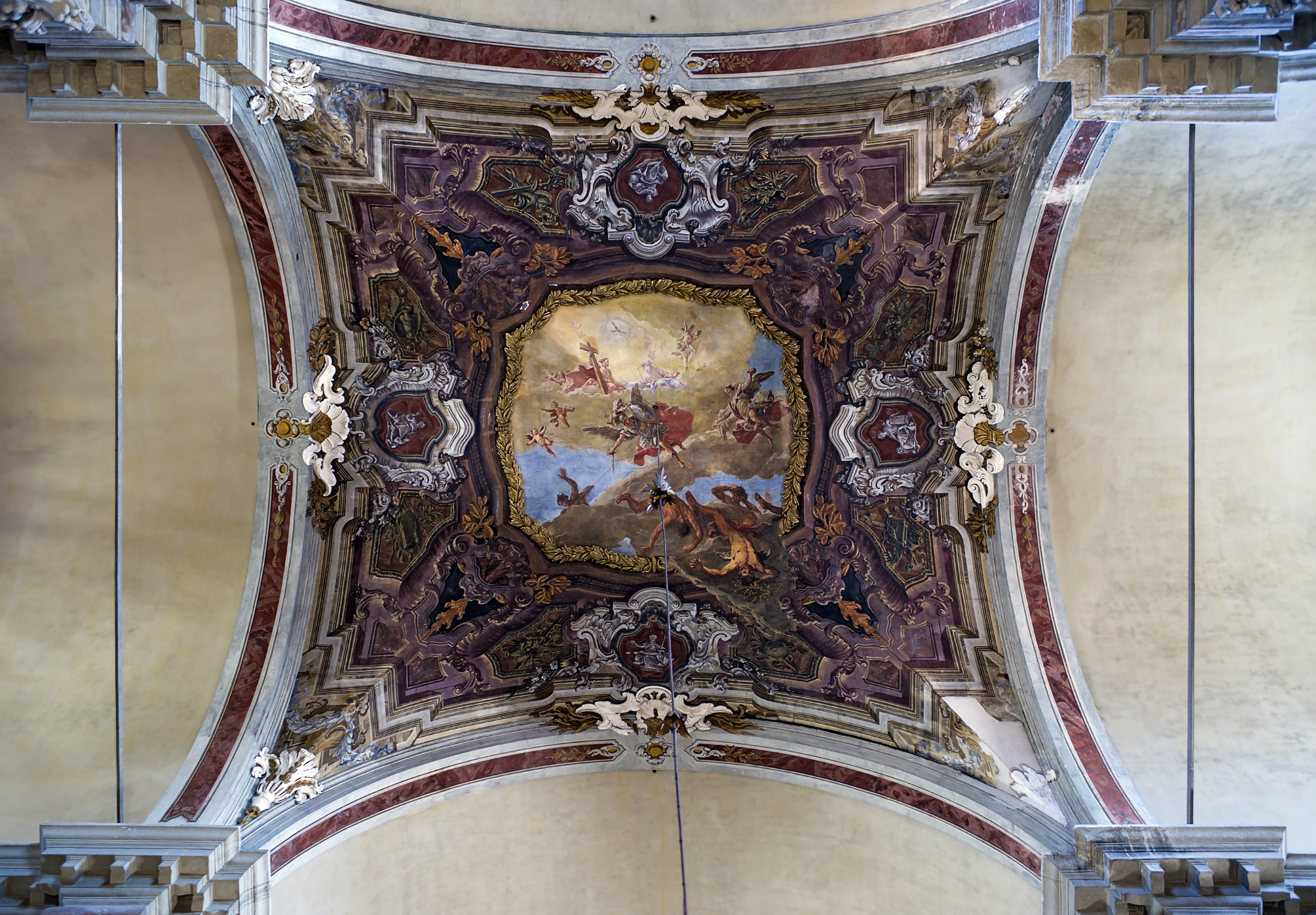
Francesco Fontebasso, dekoracja malarska na sklepieniu centralnym
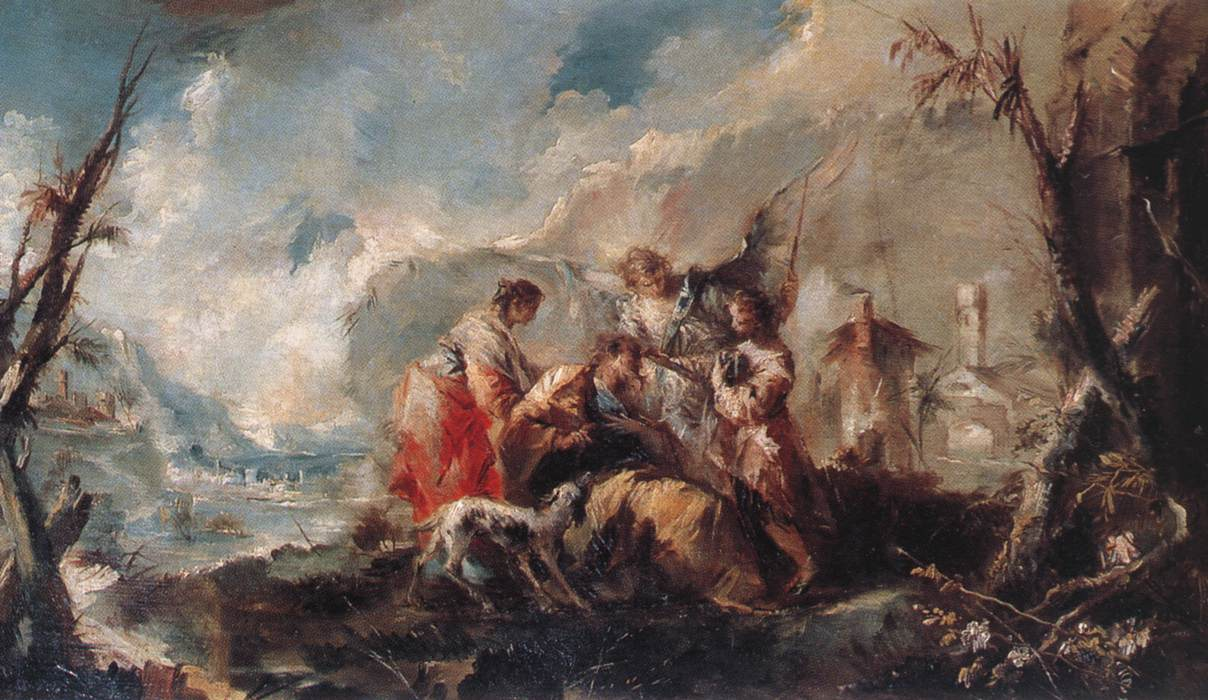
Giovanni Antonio Guardi, Uzdrowienie ojca Tobiasza, ok. 1750